# Sint-Elooiskerk (Duinkerke)
De Sint-Elooiskerk (Frans: Église Saint-Éloi) is de oorspronkelijke parochiekerk van de Franse stad Duinkerke in het Franse Noorderdepartement. De kerk is gewijd aan Sint-Elooi die ook Eligius van Noyon wordt genoemd.

## Geschiedenis

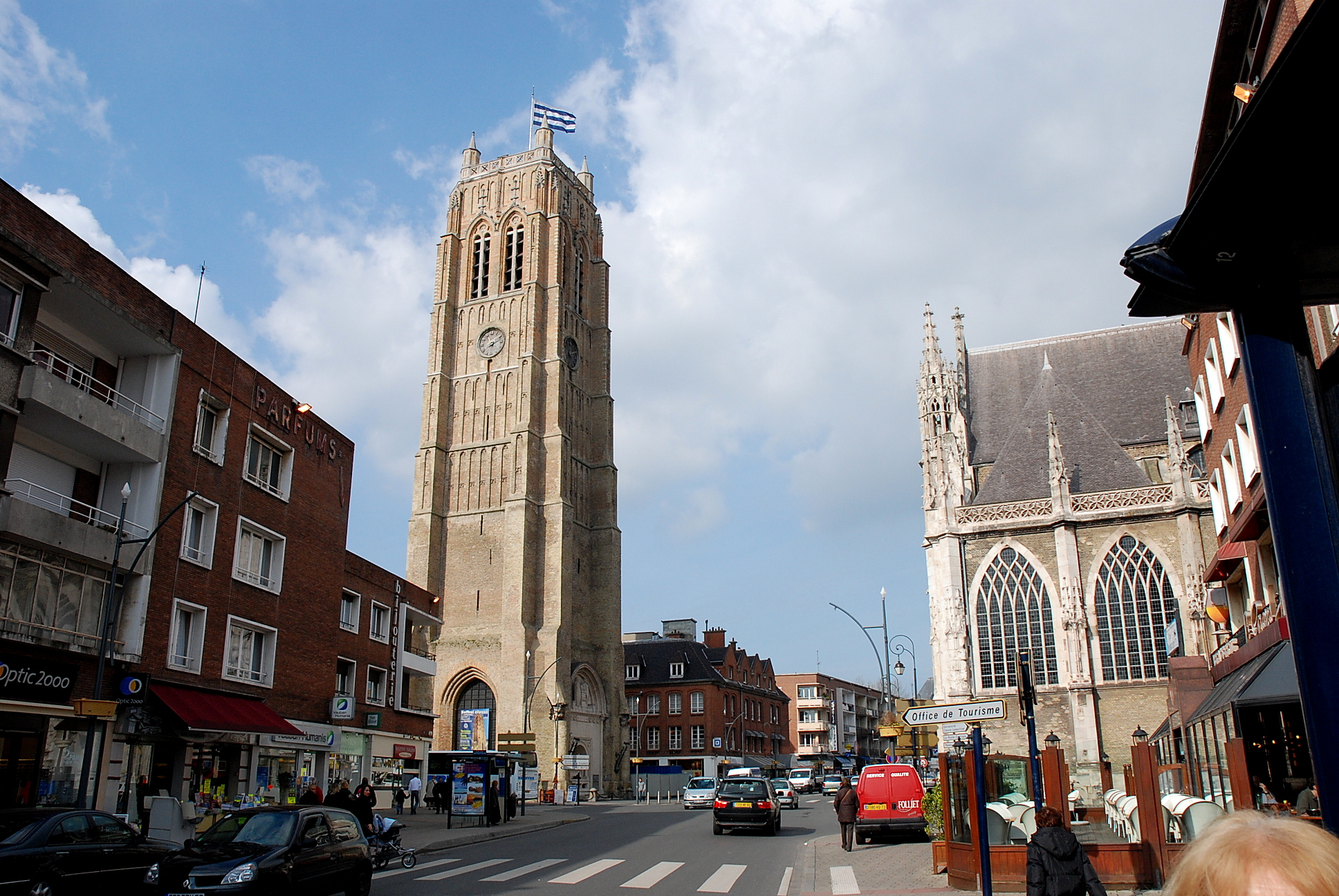
Toren van de Sint-Elooiskerk en belfort

Volgens de legende zou het oorspronkelijke, waarschijnlijk in eerste instantie nog in hout opgetrokken kerkje in de zesde eeuw zijn gesticht door Sint-Elooi. 
In 1452 werd door de bevolkingsgroei de eerdere primitieve kapel, gewijd aan Sint-Gillis, vervangen door een hallenkerk gewijd aan Sint-Elooi. Eigenaardig aan deze kerk was dat een transept de drie beuken van twintig meter hoog doorkruiste en haar zo de vorm van een Latijns kruis gaf. Het geld voor de bouw van deze nieuwe kerk kwam voor het overgrootste deel van de plaatselijke vissers en ambachtslieden. Zij werd namelijk bekostigd door de vissers door middel van het "heilig net" (opbrengst van het eerste net op vrijdagen) en ook door de ambachten die elke week één dagloon afstonden
Bij de inname van de toenmalige Vlaamse stad door de Franse cavalerie van maarschalk De Thermes, werd de kerk op 1 juli 1558 in brand gestoken. Enkel de toren en enkele delen van het middenschip van de middeleeuwse kerk stonden nog overeind . 
Het gemeentebestuur besloot in 1559 een nieuwe kerk te bouwen onder de leiding van architect Jean de Renneville. De middelste beuk werd verhoogd en de kerk werd vergroot door een aantal aangebouwde kapellen. De kerk telt zo vijf beuken en een omgang met straalkapellen. Dit deed men door de buitenmuren tot een meter buiten de steunberen te verplaatsen, zodanig dat de steunberen nu binnen de kerk zitten en door de 15 kapellen van de ambachten te verwijderen. Omdat de stad Duinkerke kampte met geldgebrek had bouwmeester Jean de Renneville voorgesteld om de herbouw van de kerk te bekostigen door de inwoners van Duinkerke de mogelijkheid te bieden om tegen betaling in kerk te worden begraven. Dit gebruik bleef in stand tot 1776 met als gevolg dat de grafkisten tot 8 stuks op elkaar werden gestapeld. In totaal werden naar schatting 12.000 à 30.000 kisten in de kerk begraven. Dit leidde tot verzakkingen en slechte geuren.
Er kwam geen aaneensluiting tussen de toren en het kerkschip. Mensen namen stenen weg en er ontstond een bres van circa 30 meter die gebruikt werd als doorgang voor het werkvolk en de vissers van benedenstad naar de haven. De scheiding tussen de toren en het kerkschip werd in 1731 definitief door de aanleg van een nieuwe weg. 
Victor Louis, een 18e-eeuwse Franse architect die de Prix de Rome had gewonnen, verbouwde de kerk grondig tussen 1783 en 1787.  De oude voorgevel werd door een zuilengevel in antieke stijl vervangen. Het gekozen bouwmateriaal was niet bestand tegen de weersomstandigheden waardoor in 1882 afbraak volgde. Tussen 1887 en 1889 werd de gevel vervangen door een kerkportaal in neogotische stijl.  
De kerktoren werd later omgevormd tot belfort waarin anno 2011 het VVV-kantoor is ondergebracht, zie: Belfort van Duinkerke. Door de verdere groei van de bevolking heeft men de parochie van de Sint-Elooiskerk gesplitst in drie parochies; namelijk die van de Sint-Elooiskerk, Sint-Maartenskerk en Sint-Jan-de-Doperkerk.
Zware beschadigingen door bombardementen in 1915 tijdens de Eerste Wereldoorlog en door een luchtbombardement met brandbommen in 1940 waren de aanzet voor restauratie vanaf 1947 tot 1985. Deze werd gedaan door de Duinkerkse architect Charles Waldschmidt die de kerk in oorspronkelijke staat herstelde. De neogotische voorgevel bleef bewaard. De voorgevel vertoont vele kogelgaten uit de oorlog.

## De inrichting

### Grafstenen
- De Duinkerker kaper Jan Baert ligt in het koor begraven, sinds zijn herbegrafenis in 1928. De door Philippe Caffieri (1634-1717) gebeitelde grafsteen uit de 18e eeuw is aan een muur opgehangen.
- Ook een grafsteen van Gravin De Lomont is er te vinden.

- Tevens is er een 17e-eeuwse Nederlandstalige grafsteen aanwezig van de toenmalige burgemeester van de stad.

### Orgel
Het orgel werd vervaardigd door de firma Gonzalez en volledig gereharmoniseerd door Bernard Dargassies. Het orgel vervangt het exemplaar van Cavaillé-Coll, dat in 1940 werd verwoest. Het is voltooid in 2008 en telt 54 registers.

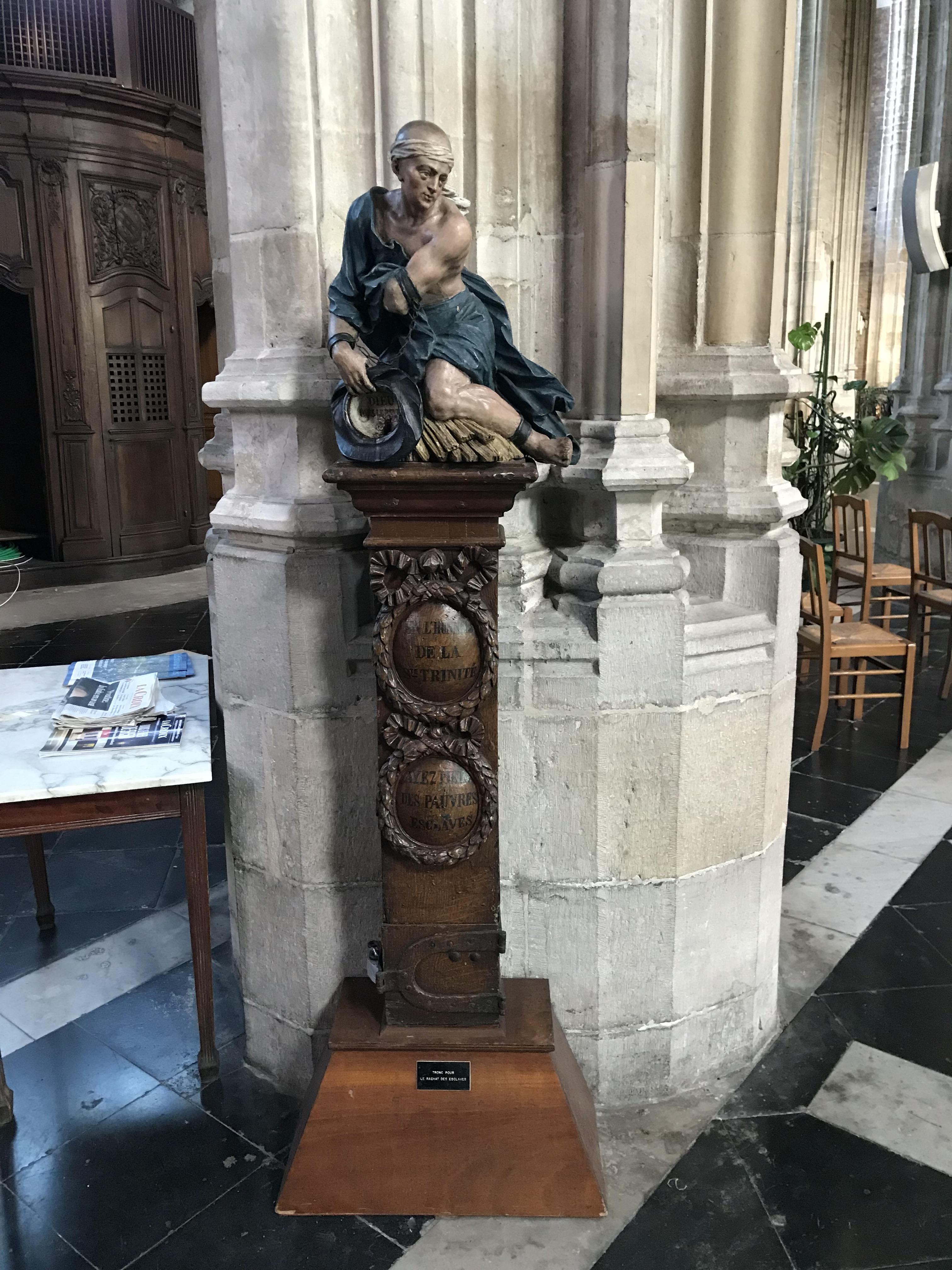
Offerblok van de trinitariërs (1630)

### De Kruisweg
De staties van de Kruisweg dateren van 1930  en zijn vervaardigd van Japans eikenhout, door Fernand Weerts, een kunstenaar uit Rijsel.

### Offerblok van de trinitariërs
Tegen pijler aan de linkerkant van de kerkingang, staat een offerblok van de trinitariërs, vervaardigd rond 1630. Oorspronkelijk werd de opbrengst gebruikt om gevangenen vrij te kopen (de originele doelstelling van deze katholieke bedelorde).

### Schilderijen
- Het laatste avondmaal, Pieter Pourbus (1523-1584); voormalig altaarstuk van een monumentaal retabel uit de 15e eeuw, vernietigd aan het einde van de 18e eeuw door Victor Louis.
- H. Helena die het ware kruis ontdekt, Jan Erasmus Quellinus (1634-1715)
- De kruisiging, Jean-Louis Elshoecht (1760-1841), afkomstig uit de Johannes de Doperkerk, gerestaureerd door Magali Ruppé in 2011.
- De beschimping van Christus,  afkomstig uit de Johannes de Doperkerk (Anoniem, kopie naar Van Dyck).
- van Jean de Reyn (1610-1678)
  - H. Thomas
  - Christus wijst St.-Rochus aan als beschermheilige tegen de pest
- van Mathieu Elias (1658-1741)
  - De Evangelist Johannes
  - De aanbidding van de herders

### Glas-in-lood-ramen
- Vensters van meesterglazenier Lhotellier naar ontwerp van de schilder Arthur van Hecke.
- Een groot roosvenster van de meesterglazenier Pierre Gaudin en Sylvie Gaudin.

## Galerij

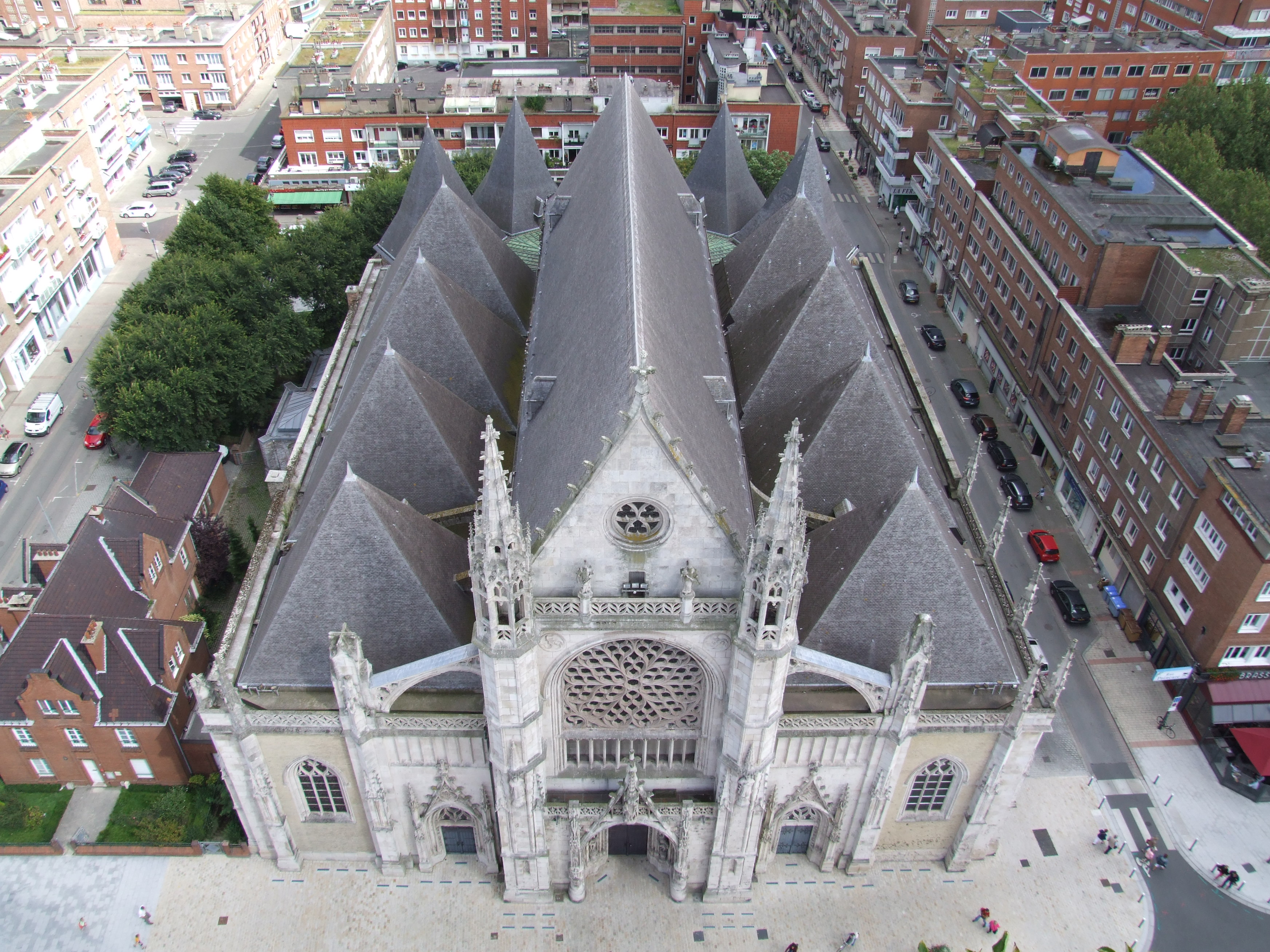
Uitzicht op de Sint-Elooiskerk van het observatiedek van het Belfort
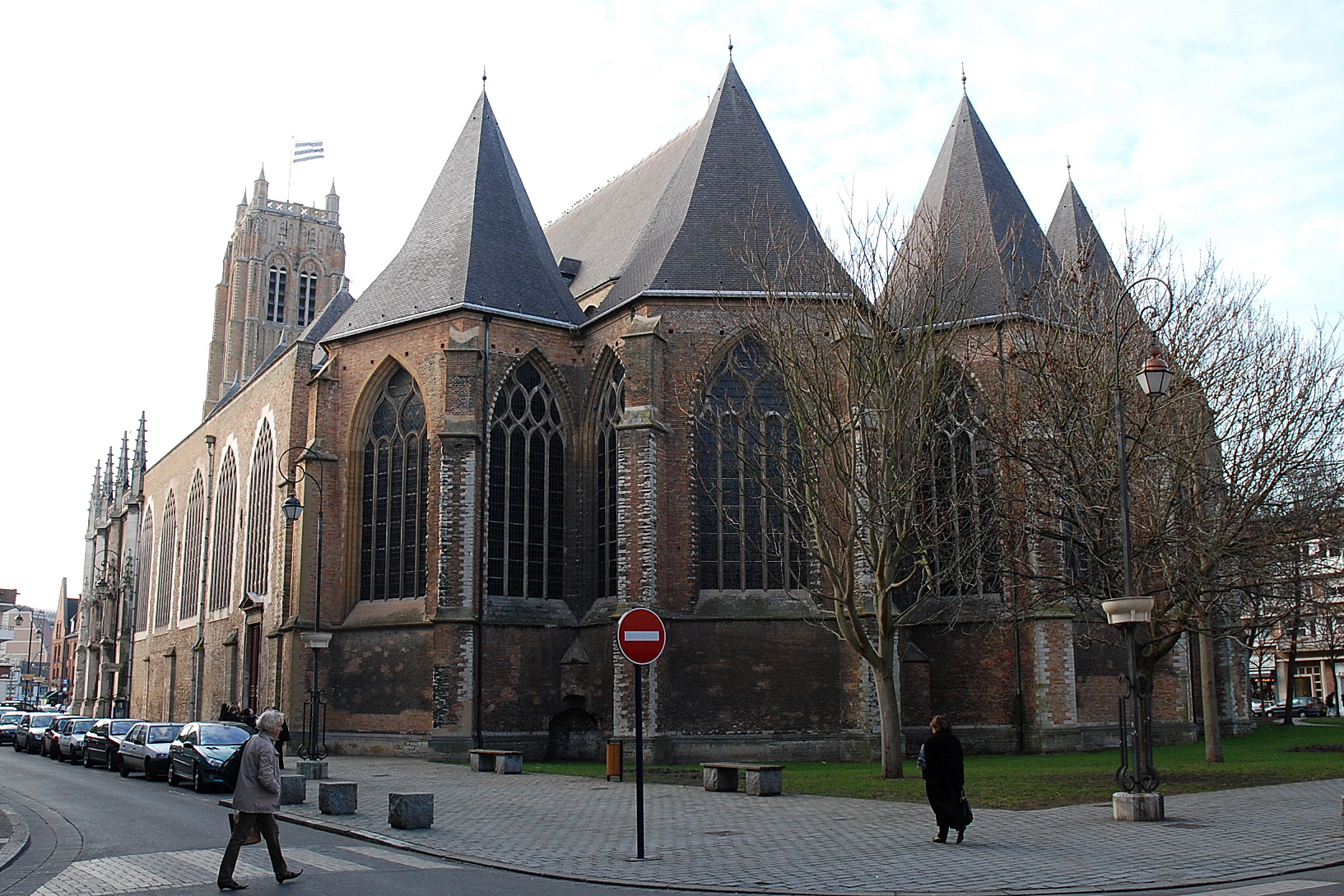
De koorkapellen
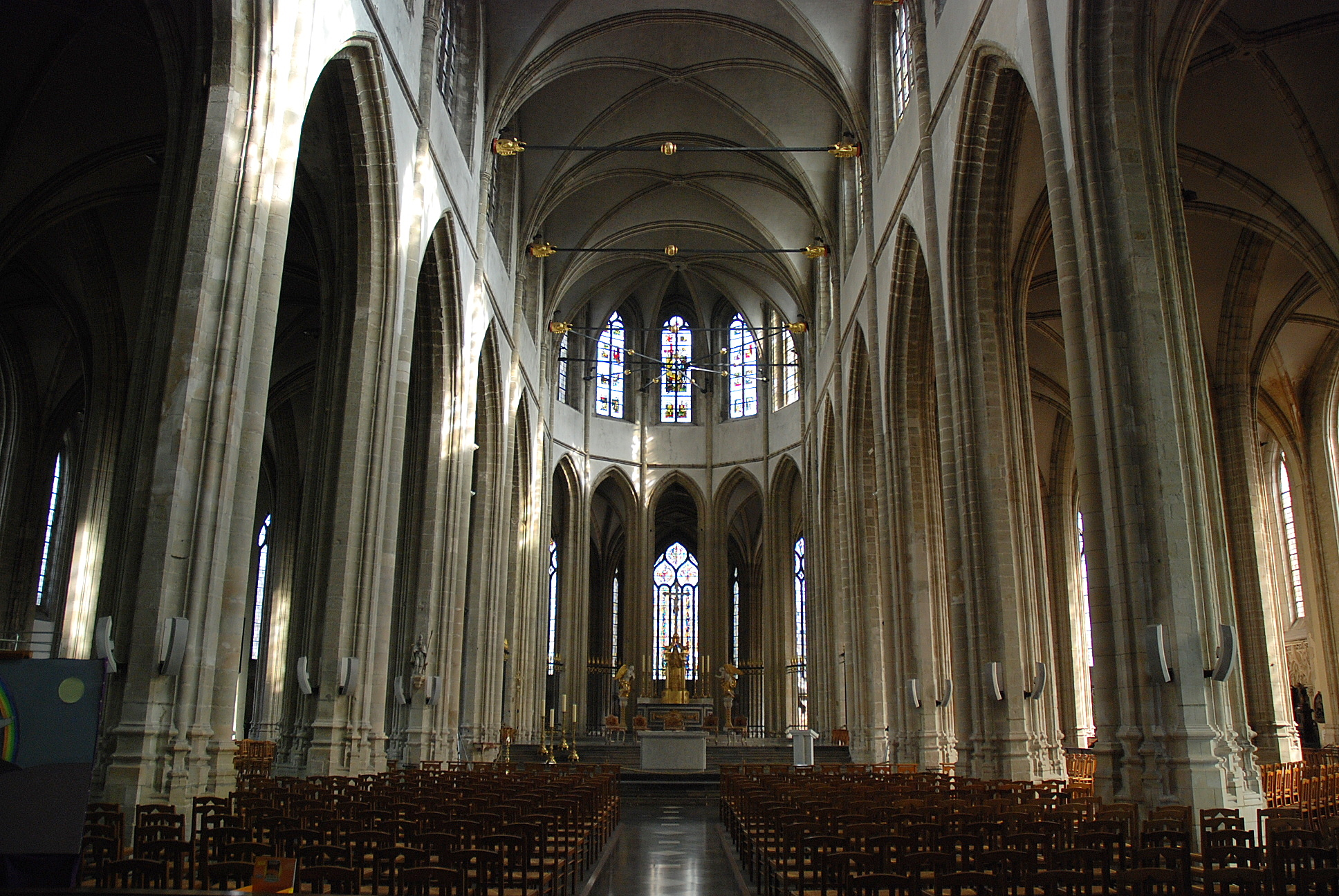
Het interieur
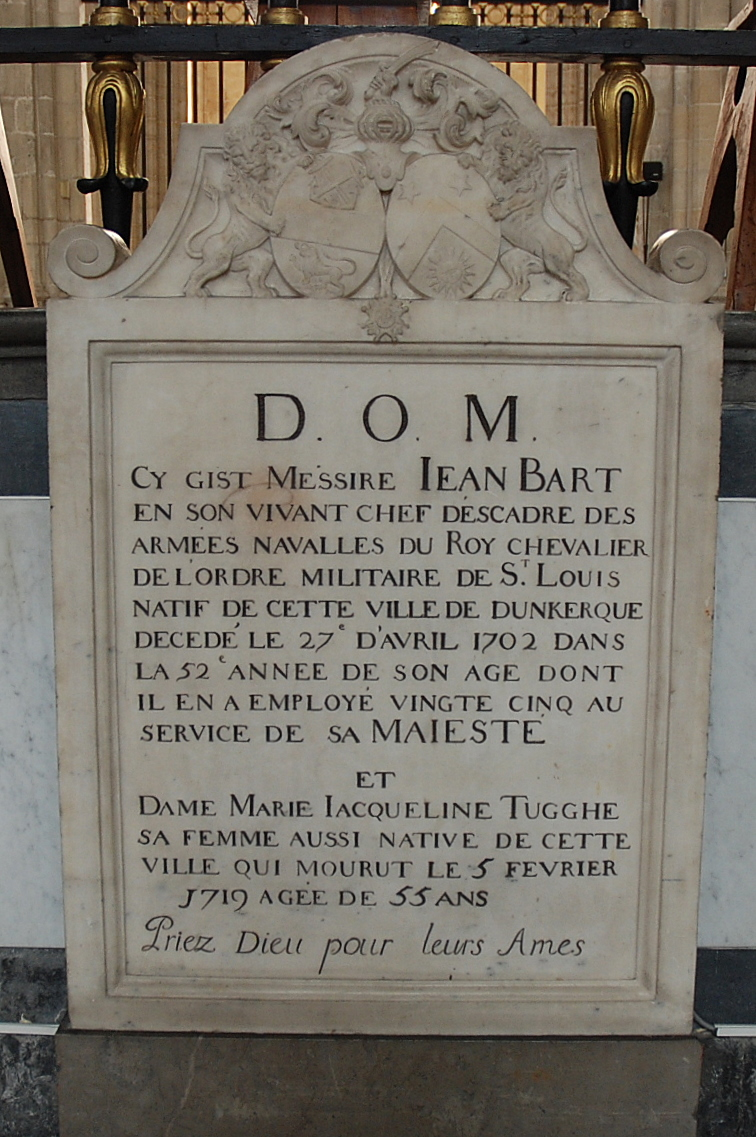
Graf van Jan Baert